# Mózg za miliard dolarów
Mózg za miliard dolarów (tytuł oryg. Billion Dollar Brain) − brytyjski film szpiegowski z 1967 roku w reżyserii Kena Russella, oparty na kanwie powieści Lena Deightona o tym samym tytule. W rolach głównych wystąpili Michael Caine, Karl Malden, Ed Begley i Oscar Homolka, rolę epizodyczną odegrał Donald Sutherland. Światowa premiera obrazu odbyła się w listopadzie 1967 w Londynie.
Mózg za miliard dolarów to trzeci z pięciu filmów o przygodach Harry’ego Palmera, w którego wcielił się Michael Caine.

## Obsada
- Michael Caine − Harry Palmer
- Karl Malden − Leo Newbigen
- Ed Begley − generał Midwinter
- Oscar Homolka − porucznik Stok
- Françoise Dorléac − Anya
- Guy Doleman − porucznik Ross
- Vladek Sheybal − dr Eiwort
- Milo Sperber − Basil
- Donald Sutherland − naukowiec przy komputerze
- Susan George − młoda kobieta w pociągu